# Google Nexus
Google Nexus fue una línea de dispositivos móviles que utilizan el sistema operativo Android desarrollado por Google en colaboración con diferentes fabricantes del hardware de dichos dispositivos. Los dispositivos de la serie Nexus no tienen modificaciones realizadas por el operador de telefonía, ni de los fabricantes, y además tienen un gestor de inicio no bloqueado, para permitir un mayor desarrollo y personalización del usuario final. Los dispositivos Nexus son los primeros dispositivos Android en recibir actualizaciones del sistema operativo. El Galaxy Nexus es uno de los pocos teléfonos recomendados por el proyecto Android Open Source para el desarrollo de software Android. El 29 de septiembre de 2015 fueron presentados los últimos Nexus, los 5X y 6P por parte de Google en colaboración con LG y Huawei respectivamente. En octubre de 2016, Google presentó los Google Pixel y Google Pixel XL, siendo la gama Nexus sustituida por Google Pixel.

## Teléfonos inteligentes

### Nexus One (2010)
El Nexus One fue fabricado por HTC y lanzado en enero de 2010 como el primer teléfono Nexus. Fue lanzado con Android 2.1 Eclair, y fue actualizado en mayo de 2010 como el primer teléfono con Android 2.2 Froyo. Luego, este fue actualizado a Android 2.3 Gingerbread. Se anunció que Google dejaría de dar soporte al Nexus One, cuya unidad de procesamiento gráfico (GPU, Adreno 200) es deficiente en la prestación del nuevo motor de aceleración 2D de la interfaz de usuario de Android 4.0 Ice Cream Sandwich. El Nexus S y los nuevos modelos tienen un hardware diseñado para manejar la nueva tecnología de renderizado.

### Nexus S (2010)
El Nexus S, fabricado por Samsung, fue lanzado en diciembre de 2010. Coincidiendo con el lanzamiento de Android 2.3 Gingerbread. En diciembre de 2011, fue actualizado a Android 4.0 Ice Cream Sandwich, con la mayoría de las variaciones, más tarde este sería actualizado a Android 4.1 Jelly Bean.

### Galaxy Nexus (2011)
El Galaxy Nexus, fabricado por Samsung, fue lanzado en noviembre de 2011 (versión GSM, EE. UU. lanzado en Verizon 15 de diciembre de 2011), coincidiendo con el lanzamiento de Android 4.0 Ice Cream Sandwich. Se actualiza a la versión del software Android 4.2.2 (Jelly Bean) a mediados de febrero de 2013 y en julio del mismo año se actualizó a Jelly Bean 4.3.
Este dispositivo es conocido en Brasil como Galaxy X debido a los derechos de autor sobre la marca "Nexus".

### Nexus 4 (2012)
El Nexus 4 es el primer teléfono inteligente de la gama Google Nexus fabricado por LG. Se trata del primer dispositivo Android con la versión Android 4.2 de Jelly Bean. El Nexus 4 tiene una pantalla táctil de 4,7 pulgadas, (1280 x 768 píxeles de resolución) Corning Gorilla Glass 2, un procesador de 1,5 GHz Qualcomm Snapdragon S4 Pro, cámara principal de 8 MP, una cámara frontal de 1,3 MP, y es el primer dispositivo Nexus en tener capacidades de carga inalámbrica. El precio era de 199 dólares estadounidenses para el de 8 GB y 249 dólares para la versión de 16 GB, precio que anteriormente al 28 de agosto de 2013 eran 100 dólares más caro debido a la contrapuesta hecha por Google hacia Apple. T-Mobile EE. UU. anunció que vendería el teléfono desde el 14 de noviembre de 2012.[cita requerida]

### Nexus 5 (2013)
El Nexus 5 es un teléfono inteligente (smartphone) de gama alta desarrollado por Google en la colaboración con LG. Es la quinta generación de la gama Nexus. Se caracteriza por poseer una cámara de 8 MP OIS, pantalla IPS LCD capacitativa. Tiene un almacenamiento de 16 GB/32GB, no dispone ranura para MicroSd externa. Algunos usuarios han reportado problemas con los altavoces, el brillo de la pantalla o la poca duración de la batería con un uso intenso. Salió al mercado el 31 de octubre de 2013, con la versión de Android 4.4 Kit Kat. En pocas horas se agotó la versión de 16 GB mientras que la de 32 GB se agotó a los pocos días del lanzamiento. 
Se trata de un móvil con unas características de gama alta a un precio de entre 349 € (16 GB) y 399 € (32 GB) a través de Google Play. Por ello, a finales del 2013 se consideraba el mejor smartphone relación calidad-precio.

### Nexus 6 (2014)
El Nexus 6 es un teléfono inteligente desarrollado por Motorola Mobility, que utiliza Android 5.0 Lollipop. Fue anunciado por primera vez el 15 de octubre de 2014.
Características:
- Pantalla: 5.96" 1440 x 2560 pixeles (493 ppi) Quad HD AMOLED display
- Procesador: Qualcomm Snapdragon 805 - Quad Core 2.7 GHz
- Cámaras: Principal de 13 MP con una apertura de f/2.0 y OIS; 2 MP cámara frontal
- Batería: 3220 mAh with Turbo Charging technology
- GPU: Adreno 420
- Memoria: 32 o 64 GB
- RAM: 3 GB
- Audio: Doble altavoz estéreo delantero

### Nexus 5X (2015)
El Nexus 5X es un teléfono inteligente lanzado por Google el 29 de septiembre de 2015, fabricado nuevamente por LG y que estrena Android 6.0 Marshmallow. Es uno de los primeros Nexus con sensor de huellas dactilares para ofrecer el servicio de Android Pay y un puerto USB tipo-C.
Entre sus características están: Una pantalla con tecnología LCD con resolución FullHD (1920 x 1080p) de 5.2 pulgadas con una densidad de 423 ppp protegida por Corning Gorilla Glass 3. Cámara principal de 12.3 MP con apertura de f/2.0 y enfoque guiado por láser, con capacidad de grabar vídeos a resolución 4K (30 fps) y a cámara lenta (120 fps) y flash de doble tono. Cámara delantera de 5 MP con apertura f/2.0 optimizada para ambientes de poca luz. Procesador de 6 núcleos Qualcomm Snapdragon 808 a 1.8 GHz de 64-bits acompañado de una GPU Adreno 418. Memoria RAM de 2 GB e interna de 16 o 32 GB. Posee un altavoz frontal  y 3 micrófonos con cancelación de ruido. Una batería de 2700 mAh y con un amplio rango de bandas de operadoras. Es compatible con redes LTE 4G, posee Bluetooth 4.2, NFC, GPS y una brújula digital.
Está diseñado en Policarbonato y puede escogerse en colores gris cuarzo, antracita y blanco hielo. Posee unas dimensiones de 147.0 x 72.6 x 7.9 mm.

### Nexus 6P (2015)
El Nexus 6P es el último teléfono inteligente lanzado por Google el 29 de septiembre de 2015, además de ser el primero fabricado por Huawei que estrena junto con el 5X Android 6.0 Marshmallow. Incorpora un Sensor de Huellas Dactilares para ofrecer el servicio de Android Pay y un conector USB Tipo-C que promete carga y transmisión de datos ultra-rápida.
Entre sus características conseguimos una pantalla con tecnología AMOLED y una resolución WQHD (2560 x 1440) de 5.7 pulgadas que ofrece una densidad de 518 ppp protegida por Corning Gorilla Glass 4 y con una capa oleófuga anti-suciedad y huellas. Una cámara trasera de 12.3 MP con apertura de f/2.0 con autoenfoque por láser con capacidades de grabar a resoluciones 4K (30 fps) y a Slow-Motion (240 fps), posee un Dual LED flash de doble tono. En su cámara delantera encontramos 8 MP de resolución y una apertura f/2.4 optimizada para situaciones con poca luz. Un procesador qualcomm Snapdragon 810 v2.1 de 8 núcleos a una velocidad de 1.8 y 2.3 GHz de 64-bits acompañado de un GPU Adreno 430. Memoria RAM de 3 GB LPDDR4 e interna de 32, 64 o 128 GB. Altavoces frontales estéreo y 3 micrófonos con cancelación de ruido. Tiene una batería de 3450 mAh y posee un gran rango de bandas para operadoras, entre sus sensores están el de huellas dactilares, giroscopio, acelerómetro, barómetro, de proximidad y de luz de ambiente. Es compatible con redes 4G LTE cat.6, y tiene WiFi802.11, Bluetooth 4.2, NFC, GPS y una brújula digital.
Está diseñado en Aluminio de grado militar y disponible en los colores Gris Alumínio, Negro Grafito y Blanco Nieve. Sus dimensiones son de 159.3 x 77.8 x 7.33 mm.

## Tabletas

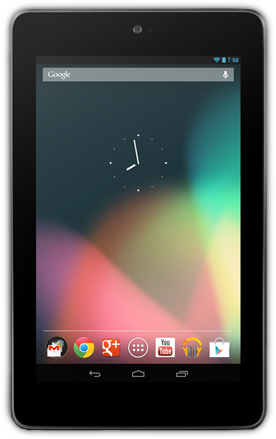
Nexus 7, la primera tablet de Google.

### Nexus 7 (2012)
El 27 de junio de 2012, en la apertura del Google I/O 2012, la compañía mostró el Nexus 7, una tableta de 7 pulgadas desarrollado con Asus. La tableta, que sirve como el primer dispositivo en ejecutar Android 4.1, pone a disposición de los contenidos disponibles a través de Google Play, incluyendo libros electrónicos, música y vídeo. Su factor de forma y el precio lo pone en competencia directa con dispositivos como el Kindle Fire, que ejecuta una versión derivada de Android.
Más tarde se lanzó otra versión del Nexus 7, a la que se denominó Nexus 7 2013.

### Nexus 10 (2012)
El Nexus 10, es una tableta de 10 pulgadas fabricada por Samsung, fue revelado a finales de octubre de 2012, por los datos de EXIF , fotos tomadas por un ejecutivo de Google, junto con las filtraciones de su manual y una serie completa de fotos. Las fotos filtradas revelan un diseño similar al Samsung Galaxy Note 10.1, 10,1 pulgadas con una resolución de 2560 x 1600 y 300 ppp, 16 GB de almacenamiento, Android 4.2, y un procesador dual-core a 1.7 GHz, Exynos 5. Se esperaba que el Nexus 10 fuera presentado oficialmente durante una conferencia de prensa de Google el 29 de octubre de 2012, pero el evento fue pospuesto debido al Huracán Sandy.

### Nexus 9 (2014)

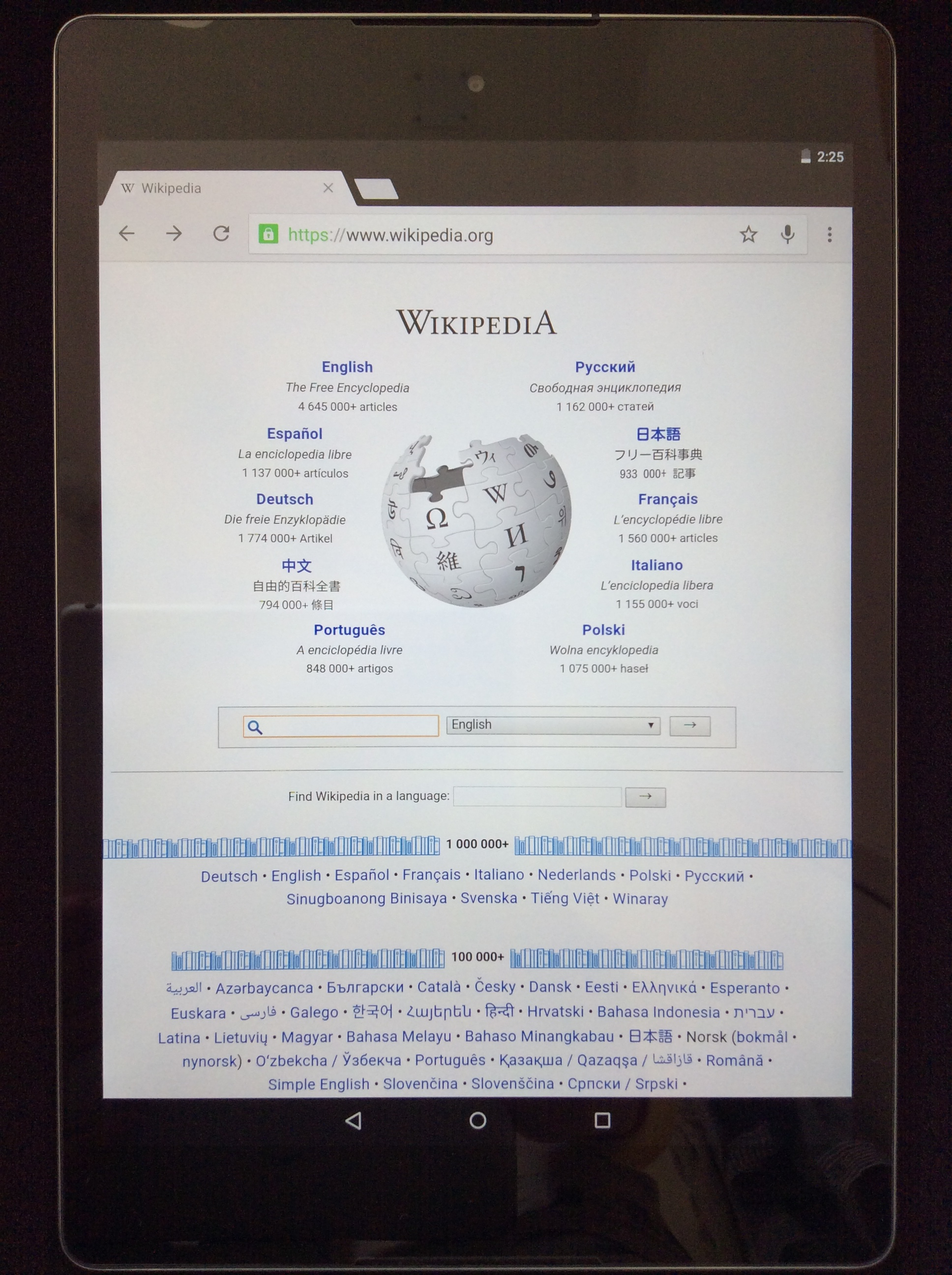
Nexus 9.

El Nexus 9 es una tableta de 9 pulgadas fabricada por HTC, fue revelado el 15 de octubre de 2014 juto con el Nexus 6 y el Nexus Player. Cuenta con una pantalla IPS de 8,9" con una resolución de 2048 x 1536 pixeles y protección Gorilla Glass 3, un procesador NVIDIA Tegra K1 Dual-Core de 64 bits a 2,3 GHz acompañado de 2 GB de RAM y 16/32 GB de almacenamiento interno. También existe una versión con 4G.

## Otros dispositivos

### Nexus Q
El Nexus Q fue un dispositivo streaming multimedia de forma esférica. Fue retirado al poco tiempo de ser puesto a la venta.

### Nexus Player
El Nexus Player fabricado por ASUS es el primer centro multimedia con Android TV, la videoconsola de Google. En su interior lleva un Microprocesador de cuatro núcleos Intel Atom a 1,8 GHz, una GPU de Imagination PowerVR Series 6, 1 GB de RAM y solo 8 GB de memoria interna.
En los Estados Unidos estará a finales de noviembre por 99 dólares.

## Actualizaciones y asistencia para dispositivos Nexus
De acuerdo con la página de soporte de Google, los dispositivos Nexus reciben actualizaciones de Android durante 2 años y actualizaciones de seguridad durante 3 años a partir del momento en que están disponibles en Google Store.
| Dispositivo    | Actualizaciones de versión de Android | Actualizaciones de seguridad | Asistencia por teléfono o en línea |
| -------------- | ------------------------------------- | ---------------------------- | ---------------------------------- |
| Nexus 6P       | septiembre de 2017                    | noviembre de 2018            | noviembre de 2018                  |
| Nexus 5X       | septiembre de 2017                    | noviembre de 2018            | noviembre de 2018                  |
| Nexus 9        | octubre de 2016                       | octubre de 2017              | octubre de 2017                    |
| Nexus 6        | octubre de 2016                       | octubre de 2017              | octubre de 2017                    |
| Nexus 5        | octubre de 2015                       | octubre de 2016              | octubre de 2016                    |
| Nexus 7 (2013) | julio de 2015                         | agosto de 2016               | agosto de 2016                     |
| Nexus 4        | noviembre de 2014                     | noviembre de 2015            | noviembre de 2015                  |
| Nexus 10       | noviembre de 2014                     | noviembre de 2015            | noviembre de 2015                  |
| Nexus 7 (2012) | junio de 2014                         | junio de 2015                | junio de 2015                      |